# Narcis Coman
Narcis Coman (Giurgiu, 5 novembre 1946) è un ex calciatore rumeno, di ruolo portiere.

## Palmarès

### Club
- Coppa di Romania: 1

Steaua Bucarest: 1970-1971
- Seconda divisione rumena: 2

Bacău: 1974-1975
Târgoviște: 1976-1977

### Individuale
- Calciatore rumeno dell'anno: 1

1978